# Patrice Dussault
Pour les articles homonymes, voir Dussault.
Patrice Dussault est un acteur québécois.

## Biographie
Dussault étudie au Conservatoire d'art dramatique de Montréal de 1985 à 1988.

## Rôles

### Cinéma
- 2006 : Que Dieu bénisse l'Amérique de Robert Morin : Sylvain Sigouin
- 2008 : Le Déserteur de Simon Lavoie : Mathias Morin
- 2008 : C'est pas moi, je le jure! : l'oncle de Léa
- 2008 : Tout est parfait d'Yves Christian Fournier : enseignant
- 2012 : Camion de Rafaël Ouellet : Bruno

### Télévision
- 1984-1990 : Épopée rock : 1er rôle
- 1995 : Les grands procès : Capitaine Sirois
- 2005 : Les Invincibles : Paul Benoît (François Rivard)
- 2006 : Un tueur si proche : Serge Lefebvre